# Coenosia sallae
Coenosia sallae este o specie de muște din genul Coenosia, familia Muscidae, descrisă de Tiensuu în anul 1938. Conform Catalogue of Life specia Coenosia sallae nu are subspecii cunoscute.